# Férfi 55 kg-os kötöttfogású birkózás a 2004. évi nyári olimpiai játékokon
A 2004. évi nyári olimpiai játékokon a birkózás férfi 55 kg-os kötöttfogású versenyszámát augusztus 24-én és 25-én rendezték.

## Eredmények

### Selejtezők

#### 1. csoport
| Versenyző              | Gy | V |
| ---------------------- | -- | - |
| Majoros István (HUN)   | 2  | 0 |
| Tojota Maszatosi (JPN) | 1  | 1 |
| Jansel Ramírez (DOM)   | 0  | 2 |

#### 2. csoport
| Versenyző              | Gy | V |
| ---------------------- | -- | - |
| Lázaro Rivas (CUB)     | 2  | 0 |
| Haszan Rangraz (IRI)   | 1  | 1 |
| Szamír Ben Senáf (ALG) | 0  | 2 |

#### 3. csoport
| Versenyző                | Gy | V |
| ------------------------ | -- | - |
| Irakli Csocsua (GEO)     | 2  | 0 |
| Ercan Yıldız (TUR)       | 1  | 1 |
| Svajūnas Adomaitis (LTU) | 0  | 2 |

#### 4. csoport
| Versenyző                | Gy | V |
| ------------------------ | -- | - |
| Olekszij Vakulenko (UKR) | 2  | 0 |
| Denis Hall (USA)         | 1  | 1 |
| Petr Švehla (CZE)        | 0  | 2 |

#### 5. csoport
| Versenyző                  | Gy | V |
| -------------------------- | -- | - |
| Im Devon (KOR)             | 2  | 0 |
| Marian Sandu (ROU)         | 1  | 1 |
| Nurbakit Tengizbajev (KAZ) | 0  | 2 |

#### 6. csoport
| Versenyző                | Gy | V |
| ------------------------ | -- | - |
| Gajdar Mamedalijev (RUS) | 2  | 0 |
| Dariusz Jabłoński (POL)  | 1  | 1 |
| Mukesz Khatri (IND)      | 0  | 2 |

#### 7. csoport
| Versenyző                       | Gy | V |
| ------------------------------- | -- | - |
| Artyom Kjuregjan (GRE)          | 3  | 0 |
| Haakan Nyblom (DEN)             | 2  | 1 |
| Seng Csiang (Sheng Jiang) (CHN) | 1  | 2 |
| Uran Kagilov (KGZ)              | 0  | 3 |

### Egyenes kieséses szakasz
|  | Negyeddöntők             | Negyeddöntők             | Negyeddöntők |  |  | Elődöntők                | Elődöntők                | Elődöntők                |                          |   | Döntő                    | Döntő                    | Döntő |  |
|  |                          |                          |              |  |  |                          |                          |                          |                          |   |                          |                          |       |  |
|  | Majoros István (HUN)     | Majoros István (HUN)     | 6            |  |  |                          |                          |                          |                          |   |                          |                          |       |  |
|  | Lázaro Rivas (CUB)       | Lázaro Rivas (CUB)       | 1            |  |  | Majoros István (HUN)     | Majoros István (HUN)     | 3                        |                          |   |                          |                          |       |  |
|  | Irakli Csocsua (GEO)     | Irakli Csocsua (GEO)     | 12           |  |  | Olekszij Vakulenko (UKR) | Olekszij Vakulenko (UKR) | 1                        |                          |   |                          |                          |       |  |
|  | Olekszij Vakulenko (UKR) | Olekszij Vakulenko (UKR) | 14           |  |  |                          |                          |                          |                          |   | Majoros István (HUN)     | Majoros István (HUN)     | 3     |  |
|  | Im Devon (KOR)           | Im Devon (KOR)           | 0            |  |  |                          |                          | Gajdar Mamedalijev (RUS) | Gajdar Mamedalijev (RUS) | 1 |                          |                          |       |  |
|  | Gajdar Mamedalijev (RUS) | Gajdar Mamedalijev (RUS) | 3            |  |  | Gajdar Mamedalijev (RUS) | Gajdar Mamedalijev (RUS) | 7                        |                          |   |                          |                          |       |  |
|  |                          |                          |              |  |  | Artyom Kjuregjan (GRE)   | Artyom Kjuregjan (GRE)   | 2                        |                          |   |                          |                          |       |  |
|  |                          |                          |              |  |  |                          |                          |                          |                          |   | Bronzmérkőzés            |                          |       |  |
|  |                          |                          |              |  |  |                          |                          |                          |                          |   |                          |                          |       |  |
|  |                          |                          |              |  |  |                          |                          |                          |                          |   | Olekszij Vakulenko (UKR) | Olekszij Vakulenko (UKR) | 1     |  |
|  |                          |                          |              |  |  |                          |                          |                          |                          |   | Artyom Kjuregjan (GRE)   | Artyom Kjuregjan (GRE)   | 6     |  |

## Végeredmény
| Helyezés | Név                       | Nemzet                |
| -------- | ------------------------- | --------------------- |
| Arany    | Majoros István            | Magyarország          |
| Ezüst    | Gajdar Mamedalijev        | Oroszország           |
| Bronz    | Artyom Kjuregjan          | Görögország           |
| 4.       | Olekszij Vakulenko        | Ukrajna               |
| 5.       | Lázaro Rivas              | Kuba                  |
| 6.       | Irakli Csocsua            | Grúzia                |
| 7.       | Im Devon                  | Dél-Korea             |
| 8.       | Håkan Nyblom              | Dánia                 |
| 9.       | Haszan Rangraz            | Irán                  |
| 10.      | Tojota Maszatosi          | Japán                 |
| 11.      | Marian Sandu              | Románia               |
| 12.      | Ercan Yıldız              | Törökország           |
| 13.      | Seng Csiang (Sheng Jiang) | Kína                  |
| 14.      | Dennis Hall               | Egyesült Államok      |
| 15.      | Dariusz Jabłoński         | Lengyelország         |
| 16.      | Svajūnas Adomaitis        | Litvánia              |
| 17.      | Nurbakit Tengizbajev      | Kazahsztán            |
| 18.      | Uran Kagilov              | Kirgizisztán          |
| 19.      | Petr Švehla               | Csehország            |
| 20.      | Szamír Ben Senáf          | Algéria               |
| 21.      | Mukesz Khatri             | India                 |
| 22.      | Jansel Ramírez            | Dominikai Köztársaság |